# Spiritus Domini
Spiritus Domini (łac. Duch Pański) – list apostolski papieża Jana Pawła II ogłoszony 1 sierpnia 1987 z okazji dwusetnej rocznicy śmierci św. Alfonsa Marii Liguoriego.
W incipicie listu papież zwrócił się do przełożonego generalnego redemptorystów o. Juana Manuela Lasso de la Vega y Miranda CSsR, a następnie zacytował fragment Ewangelii Łukasza (rozdz. 4 werset 18). List dzieli się na trzy części. W pierwszej części Jan Paweł II przedstawił postać św. Alfonsa, zwracając szczególną uwagę na działalność ewangelizacyjną w Neapolu i okolicy, dla której w 1732 założony został nowy instytut zakonny − Zgromadzenie Najświętszego Odkupiciela. Święty był też apostołem pióra. Pisał dzieła z zakresu teologii moralnej oraz proste teksty pomocne w rozwoju życia duchowego chrześcijan. W drugiej części autor listu wymienił prądy epoki, przeciwko którym występował założyciel redemptorystów: iluminizm, jansenizm i febronianizm. Za filary doktryny św. Alfonsa papież uznał wartościowanie modlitwy i współpracę z łaską Bożą. Z modlitwy miał rodzić się apostolat jego współpracowników i każdego wiernego. Jan Paweł II wymienił najważniejsze dzieła Liguoriego: Glorie di Maria (pol. Uwielbienia Maryi), Apparecchio alla morte, Del gran mezzo della preghiera (pol. Modlitwa środek zbawienia), La vera sposa di Gesù Cristo, Le visite al SS. Sacramento e a Maria santissima (pol. Nawiedzenia Najświętszego Sakramentu), Il modo di conversare continuamente e alla familiare con Dio (pol. Poufny i nieustanny dialog z Bogiem), Pratica di amar Gesù Cristo (pol. Umiłowanie Jezusa Chrystusa w życiu codziennym). Wśród swoich poprzedników, którzy uznali wielkość św. Alfonsa, papież wymienił: Grzegorza XVI, Piusa IX, Piusa XII, Jana XXIII. W liście Jan Paweł II nazwał św. Alfonsa: przyjacielem ludu, misjonarzem, fundatorem, pisarzem oraz doktorem Kościoła. Ten ostatni tytuł nadał św. Alfonsowi papież Pius IX 23 marca 1871. W ostatniej trzeciej części autor listu przypomniał rodzinie alfonsiańskiej o ważnych cechach jej charyzmatu: zabieganie o pracę z ludem, misyjność, studium i nauczanie zdrowej doktryny Kościoła rzymskokatolickiego. Pod koniec listu przypomniane zostały najznakomitsze postacie ruchu alfonsiańskiego: Gerard Majella, Klemens Maria Hofbauer, Jan Nepomucen Neumann i Piotr Donders.